# Anzoátegui
Lo Stato di Anzoátegui è uno degli Stati del Venezuela. È situato nella parte nord-orientale del paese e confina a nord con il Mar dei Caraibi, a est con gli Stati di Sucre e di Monagas e sud con lo Stato di Bolívar e a ovest con gli Stati di Guárico e Miranda.
La caratteristica dello Stato è la bellezza del litorale. Da Boca de Uchire fino al confine con lo Stato di Miranda la costa si presenta come una spiaggia ininterrotta di oltre 100 km. Di particolare importanza è il Parco marino di Mochima, con paesaggi tropicali ed isole di rara suggestione. Lo Stato, già sviluppato turisticamente lungo la costa, ha comunque ottime potenzialità turistiche anche nelle zone interne, ricoperte dai Llanos.
Il clima, secco, presenta temperature medie annue superiori ai 26 °C o 27 °C e precipitazioni generalmente comprese fra i 500 e i 1.000 mm.
Sviluppata l'industria petrolifera, destinata a potenziarsi ulteriormente dopo la scoperta e lo sfruttamento di importanti giacimenti nella zona di Soledad e di Pariaguán. Vi sono attualmente alcune importanti raffinerie di petrolio nella zona di Puerto La Cruz, mentre altre industrie (alimentari e della costruzione in particolare) sono dislocate a Barcelona, Anaco, El Tigre. Buoni rendimenti continuano a dare l'agricoltura (mais), l'allevamento bovino e, soprattutto, la pesca.

## Comuni e capoluoghi
1. Anaco (Anaco)
2. Aragua de Barcelona
3. Bolivar (Barcelona)
4. Bruzual (Clarines)
5. Cajigal (Onoto)
6. Carvajal (Guanape)
7. Francisco de Miranda (Pariaguan)
8. Freites (Cantaura)
9. Guanipa (San José de Guanipa)
10. Guanta (Guanta)
11. Independencia (Soledad)
12. José Gregorio Monagas (Mapire)
13. Libertad (San Mateo)
14. Lic. Diego Bautista Urbaneja (Lechería)
15. Mc Gregor (El Chaparro)
16. Peñalver (Puerto Píritu)
17. Píritu (Píritu)
18. San Juan de Capistrano (Boca de Uchire)
19. Santa Ana (Santa Ana)
20. Simón Rodriguez (El Tigre)
21. Sotillo (Puerto La Cruz)
22. Urbaneja (Lecheria)